# Shaken (Hauptuntersuchung)

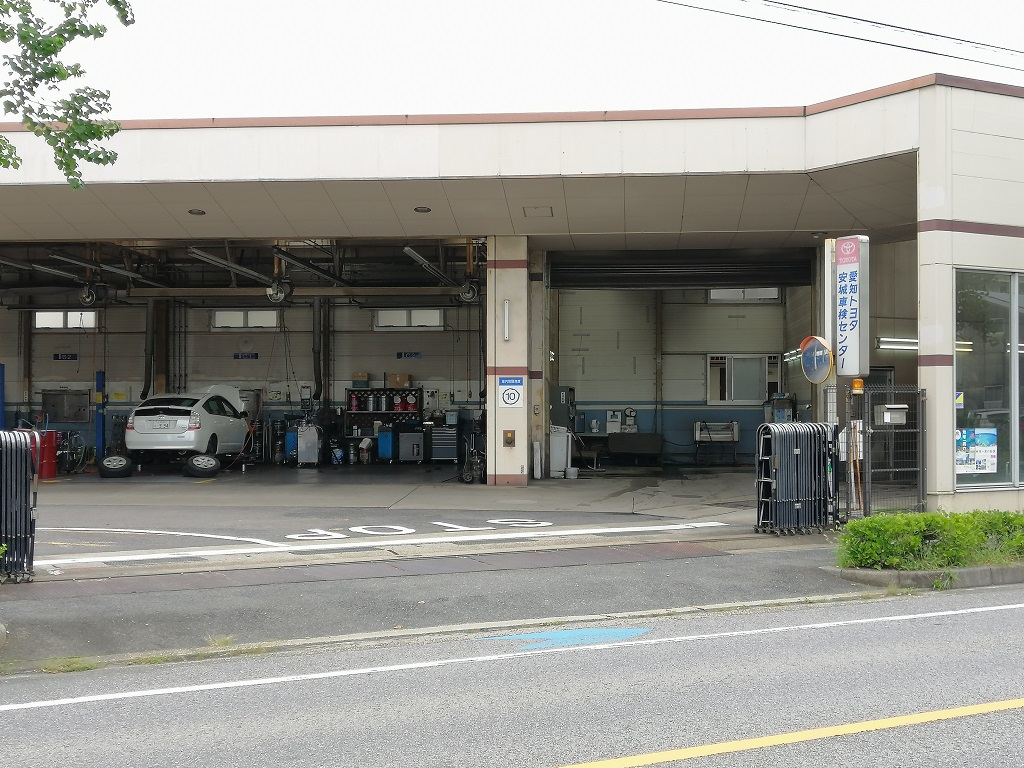
Aichi Toyota Anjo Shaken center (2021)

Die Shaken-Hauptuntersuchung (jap. 車検, Shaken) beinhaltet die Technische Überprüfung für Kraftfahrzeuge mit mehr als 250 cm³ in Japan.

## Prüfanordnung
Ein wesentliches Ziel der allgemeinen Hauptuntersuchung ist die Prüfung auf unzulässige technische Änderungen der Fahrzeuge. Die Polizei kann jederzeit veränderte Fahrzeuge, die ihr nicht mehr sicher genug für die Teilnahme am Straßenverkehr erscheinen, mittels eines Aufklebers zur Hauptuntersuchung befehlen – es ist ein roter Aufkleber mit gelber Schrift und dem Schriftzug 不正改造車 (fuseikaizousha „Illegales Fahrzeug“) und dem Datum.

## Zulassungskosten
Die Shaken-Hauptuntersuchung wird durch ein Shaken-Testzentrum durchgeführt, wo man einen Termin für eine Hauptuntersuchung telefonisch anmeldet. Die Kosten teilen sich in 1400 Yen (etwa 10 Euro) für die Anmeldeformulare, 25.500 Yen (etwa 150 Euro) für die technische Prüfung, 29.780 Yen (etwa 175 Euro) für 24 Monate technischer Zulassung (Steuer) und 8090 Yen (etwa 48 Euro) für den Recyclingfond – die Zulassungskosten für verschiedene Zulassungsformen können dabei variieren (Wirtschaftsfahrzeug, Privatfahrzeug, gewerblicher Betrieb), sodass die Gesamtkosten für die Zulassung zum allgemeinen Straßenverkehr sich im Bereich von 100.000 bis 150.000 Yen (etwa 590 bis 1000 Euro) bewegen, teils auch darüber hinaus.
Für Kleinstwagen, sogenannte Kei-Cars, betragen die Shaken-Kosten ca. 60.000 Yen (etwa 350 Euro) und beinhalten für zwei Jahre die obligatorische Haftpflichtversicherung.
Die hohen Kosten ziehen einen starken Gebrauchtwagenexport nach sich.

## Zulassungsintervalle
- Privatfahrzeuge und zweirädrige Kraftfahrzeuge müssen erstmals nach 3 Jahren und dann alle 2 Jahre zur Shaken-Hauptuntersuchung.
- Kleintransporter müssen alle 2 Jahre zur Shaken-Hauptuntersuchung.
- Lastkraftwagen müssen erstmals nach 2 Jahren und dann jedes Jahr zur Shaken-Hauptuntersuchung.
- Bei gewerblichen Fahrzeugen erfolgt eine jährliche Hauptuntersuchung.
- Sonderfahrzeuge müssen alle 2 Jahre zur Shaken-Hauptuntersuchung.

## Prüfverfahren
Es gibt gesetzlich vorgeschriebene Prüfverfahren, die durch staatliche Prüfzentren oder lizenzierte Werkstätten durchgeführt werden:
- Außeninspektion der Karosserie – illegale Anbauten müssen entfernt werden.
- Spurkontrolle der Räder,
- Lichtprüfung der Scheinwerfer und Signalgeber,
- Bremsentest,
- Abgasprüfung,
- Unterbodenkontrolle einschließlich Dämpferprüfung.

Bei Mängeln wird eine Wiedervorstellung notwendig, bevor die Straßenzulassung erfolgt.

## Tuning
In Japan ist Tuning zwar verbreitet, jedoch erfolgt dieses fast ausschließlich durch Fachwerkstätten, die auch sicherstellen, dass die Zulassungsbestimmungen eingehalten werden. Sofern illegale Anbauten erfolgen, ist es sehr typisch, diese vor der Shaken-Hauptuntersuchung zu entfernen. Eintragungen in den Fahrzeugschein (wie in Deutschland) gibt es nicht.

## Export
Fahrzeuge, für die es sich nicht mehr lohnt, sie für die relativ teure Hauptuntersuchung technisch aufzuarbeiten, werden üblicherweise exportiert. Dieser Fahrzeugexport macht einen bedeutenden Anteil des internationalen Handels Japans aus – allein 2006 wurden 1,136 Millionen Gebrauchtfahrzeuge exportiert. Die strengen Zulassungsbestimmungen Japans sorgen dafür, dass die Fahrzeuge meist in einem für andere Staaten noch hervorragenden Zustand sind.